# Assassinat de Claude Érignac
L'assassinat de Claude Érignac, préfet de Corse et de Corse-du-Sud, a eu lieu le 6 février 1998 à Ajaccio, en Corse.

## Contexte
Dans une situation qu'elle estime fermée concernant ses revendications nationalistes et indépendantistes, l'Action régionaliste corse (ARC) décide de choisir des moyens d'actions plus radicaux.
Le 21 août 1975, une vingtaine d'entre eux, emmenés par Edmond Simeoni, dirigeant de l'Azzione per a rinascita di a Corsica (ARC), occupent la cave Depeille, du nom d'un exploitant d'origine pied-noir installé dans la plaine orientale, près d'Aléria. Cette affaire marque le début de la radicalisation des mouvements nationalistes, dont les revendications évoluent pour exiger l'indépendance de l'île, et forcent les gouvernements successifs à prendre en compte la « question corse ».
Quelques mois plus tard, dans la nuit du 4 au 5 mai 1976, des militants nationalistes créent le Front de libération nationale de la Corse (FLNC) à partir du Fronte paesanu di liberazone di a Corsica (FPCL), responsable du plasticage d'un bateau italien pollueur, et de Ghjustizia paolina, l'organisation clandestine supposée être une antenne armée de l'ARC. Cette naissance est marquée par une série d'attentats en Corse et sur le continent. Ainsi, de 1975 à la fin des années 2000, les attentats (plasticages ou mitraillages) sont quasi quotidiens en Corse, majoritairement la nuit. Ils sont revendiqués par le FLNC et divers groupes dissidents, certains ont cependant des motivations crapuleuses éloignées de la politique. Les nuits bleues caractérisées par de multiples attentats simultanés et localisés sur l'ensemble de l'île attirent l'attention des médias,.

## Déroulement
Le vendredi 6 février 1998, Claude Érignac, préfet de Corse et de Corse-du-Sud depuis le 5 février 1996, dépose sa femme Dominique devant le théâtre du Kallisté, rue du Colonel-Colonna-d'Ornano (place Claude-Érignac depuis le 6 février 2018), au cœur de la ville d'Ajaccio (Corse-du-Sud) où ils doivent assister à un concert de musique classique.
Puis, il gare sa voiture et rejoint le théâtre à pied, « croise sans le savoir Alain Ferrandi, le chef du commando, puis passe à la hauteur de Pierre Alessandri, un autre nationaliste chargé de couvrir le tueur en cas de problème ».
Yvan Colonna, qui n’est pas identifié sur le moment, l'abat dans le dos à 21 h 15. Le préfet est atteint par trois balles de calibre 9 mm, une dans la nuque à bout portant et deux dans la tête pour l'achever alors qu'il est à terre. Avant de prendre la fuite, le tireur prend le temps de sortir le chargeur de son arme et de déposer son pistolet à côté du corps, un PAMAS G1 numéro A00199 (modèle spécifique du Beretta 1992 F fabriqué sous licence par la manufacture d'armes de Saint-Étienne), qui avait été volé cinq mois plus tôt, le 6 septembre 1997, pendant la prise en otage de deux gendarmes de la caserne de Pietrosella (Corse-du-Sud).
Administrateur de la collectivité territoriale, Joseph Colombani attendait le préfet devant le Kallisté. Il a entendu deux détonations et vu la victime « surgir d'une fumée assez épaisse, un autre homme était derrière lui » : le préfet s'est écroulé à la troisième détonation, puis l'assassin a tiré deux coups supplémentaires sur sa victime à terre.
Selon une jeune femme qui a croisé le regard de l'assassin au moment où il achevait le préfet, il s'agit d'un homme blond et mince, avec une courte barbe, étonnamment calme alors que son arme s'était enrayée. Son complice brun semble plus inquiet.

## Réactions
Claude Érignac est le premier préfet assassiné en France et le premier haut fonctionnaire de l’État assassiné en Corse dans l'exercice de ses fonctions. La classe politique française et la population corse sont bouleversées. Les réactions sont nombreuses et unanimes. « Cet acte inqualifiable et abject en frappant le représentant de l'État atteint la nation tout entière » déclare le Premier ministre Lionel Jospin. À gauche comme à droite, la classe politique manifeste son indignation : Philippe Séguin, président du RPR exprime son « sentiment d'horreur devant un acte de sauvagerie aussi insensé ». La ministre de l'emploi Martine Aubry évoque un « acte odieux ».
Lors de l'hommage rendu par le président de la République Jacques Chirac en Corse le 8 février 1998, celui-ci défend l'unité de la France : « Il n'est qu'un territoire national, soumis partout à la même loi et au même droit », déclare le chef de l'État. Il ajoute : « Les assassins seront punis car ce sont les assassins d'un homme mais aussi les ennemis de la République ». Le même jour, la dépouille du préfet défunt, exposée après l'autopsie au palais Lantivy, siège de la préfecture de Corse-du-Sud, est transférée à Montbrun, en Lozère, département de naissance d'Érignac,. Le corps de Claude Érignac est incinéré et inhumé en privé dans sa propriété familiale le lendemain 9 février.
Après une opération ville morte, les responsables politiques nationaux et les femmes du Manifeste pour la vie organisent une « grande manifestation » pour dénoncer la dérive mafieuse des mouvements indépendantistes. Ainsi, le 11 février 1998, 40 000 insulaires se réunissent et défilent lors des plus grandes manifestations jamais organisées à Bastia et à Ajaccio.

## Enquête

### Fausses pistes
L'enquête est confiée conjointement au SRPJ d'Ajaccio et à la 6e division de la direction centrale de la police judiciaire (qui deviendra la Division nationale antiterroriste, DNAT). L’instruction est quant à elle confiée aux juges Gilbert Thiel et Laurence Le Vert.
Quelques heures après l'assassinat du préfet de la région, la police interpelle trois jeunes dont le signalement correspond aux premiers témoignages recueillis par les enquêteurs. Ils seront innocentés et remis en liberté dans les jours qui suivent.
Le 9 février 1998, le communiqué d'un groupe baptisé les « Anonymes » revendique l'assassinat. Le texte mentionne le numéro de série du Beretta, fait le lien avec l’attaque de la gendarmerie de Pietrosella et revendique deux attentats du FLNC contre l'ENA à Strasbourg le 4 septembre 1997, puis d'un autre le 11 novembre au palais des congrès de Vichy. Le texte accuse également le préfet d'avoir incarné un État colonial sourd aux revendications nationalistes. Les enquêteurs commencent alors à s’intéresser à cette action et aux nombreuses revendications précédant l'assassinat, notamment celle d’un mystérieux groupe « Sampieru » qui menace les hauts représentants de l'État en Corse. Le fondateur de ce groupe clandestin est le militant nationaliste Marcel Lorenzoni, agriculteur et ancien para. L’endettement des agriculteurs était l’un des dossiers sensibles suivis par le préfet et Lorenzoni est un adversaire de la politique agricole appliquée par Érignac. Roger Marion, directeur de la Division Nationale Anti-Terroriste, développe alors son enquête vers la piste agricole. Lors d’une perquisition chez Marcel Lorenzoni, sont retrouvés des armes et des explosifs. Un répertoire téléphonique comportant les coordonnées de très nombreux nationalistes est saisi. Ce carnet servira de prétexte aux enquêteurs pour procéder à des centaines d’arrestations et d’interrogatoires. Par ailleurs, des similitudes sont trouvées entre les revendications suivantes et le discours prononcé par le militant nationaliste Mathieu Filidori devant la Cour de sûreté de l'État en 1979. Or, Mathieu Filidori est également agriculteur. Cette piste agricole est considérée crédible pendant plus d’un an et Mathieu Filidori est arrêté le 19 mai 1999 pour « complicité d’assassinat ». Il est relâché le 8 juin 1999 et Marcel Lorenzoni le 6 août, ce dernier après dix-huit mois passés en prison. L’enquête sur cette piste agricole, qualifiée de « dossier poubelle » par les avocats de la défense, n’aboutira jamais malgré plus de 2000 interpellations et 40 mises en examen.
La fin des mises en examen n'interviendra que le 30 juin 2016 à la suite d'une ordonnance de non-lieu signée par la juge d'instruction du parquet antiterroriste, Laurence Le Vert. Celle-ci profite à 31 personnes encore mises en examen malgré la résolution juridique de l'affaire, dont plusieurs avaient fait plusieurs mois de prison en 1998 et 1999. Le 27 mars 2017, le tribunal de grande instance de Paris condamne l'État en raison du "délai déraisonnable de la procédure d'instruction" à la demande de neuf personnes mises en examen en 1998 et n'ayant plus été entendues depuis 1999. L'État doit verser 100 000 euros à chacun des requérants. Le 6 novembre 2018, en appel, le jugement est confirmé mais les peines sont réduites : l'État doit verser 50 000 € à six personnes, et entre 30 000 et 45 000 euros aux trois autres.

### Arrestation du commando
Parallèlement à l'enquête policière et judiciaire, Bernard Bonnet, préfet de Corse depuis le 9 février 1998, alors qu'il n'en a ni les prérogatives ni les compétences, mène sa propre enquête avec le groupe de gendarmes du peloton de sécurité. Un informateur secret proche, selon le préfet, de la mouvance nationaliste, qu'il surnomme Corte, lui donne le nom de plusieurs membres du groupe qui aurait planifié l'assassinat. Le 16 novembre 1998, Bonnet fait parvenir au procureur de la République Jean-Pierre Dintilhac une note relevant l’implication d’Alain Ferrandi dans l’assassinat. Elle sera suivie d'une autre note le 10 décembre, puis d'une troisième le 8 février 1999. Roger Marion, le directeur de la DNAT, à cause des relations exécrables qu'entretiennent les deux hommes, n'est pas mis au courant de ces notes. L’arrestation du préfet Bonnet le 3 mai à la suite de l’« affaire des paillotes » est bientôt suivie de celle du commando.
En effet, l'exploitation du trafic téléphonique filaire et cellulaire, enregistré par les relais d'Ajaccio, permet d'établir une liste de 3682 conversations échangées entre 20 h 10 et 21 h 40. Les enquêteurs isolent les deux lignes de Maranelli et Ferrandi, dont huit échanges courts pourraient correspondre à l'organisation de l'assassinat, ce qui permet finalement de procéder à des interpellations. En outre, Marion affirme n'avoir pu exploiter ces notes qu'après en avoir eu connaissance en janvier 1999, après le retour de Jean-Pierre Chevènement au poste de Ministère de l'Intérieur.
Dans la nuit du 21 et 22 mai 1999, la DNAT et le SRPJ d'Ajaccio interpellent, sous l'objectif des caméras, Didier Maranelli, Pierre Alessandri, Alain Ferrandi, Marcel Istria et les conjointes des trois premiers, et les transfèrent à Paris. Lors des auditions, Maranelli prétend qu'il était à la chasse au moment des faits, mais il est confondu par les appels téléphoniques qui prouvent sa présence à Ajaccio le soir de l'assassinat. En confirmant les déclarations de sa compagne, le 23 mai, il finit par reconnaître qu'il a guetté la sortie du préfet devant la préfecture. Il livre alors les noms de trois autres membres du commando et désigne Yvan Colonna, berger et militant nationaliste à A Cuncolta Naziunalista, l'organisation politique du FLNC, comme le tueur du préfet. Ferrandi, de son côté admet avoir été avec des membres du commando le soir des faits. Alessandri décrit comment s'est déroulé le meurtre, exposant le rôle de tous les protagonistes. Les enquêteurs peuvent ainsi reconstituer le scénario de l'attentat : Ferrandi, chef des « Anonymes » était le responsable de l'opération. Maranelli guettait le préfet. Istria et Ottaviani ont accueilli et transporté le commando. Colonna était « en charge d'assassiner le préfet ». Alessandri assurait sa protection et devait le seconder en cas de défaillance ou d'imprévu,.
Le matin du 23, les policiers interpellent Joseph Versini et Martin Ottaviani, mais Yvan Colonna parvient à prendre la fuite après être passé à la télévision plusieurs fois pendant la journée. Ottaviani, le chauffeur, confirme la présence des trois acolytes sur les lieux de l'assassinat.
Le 28 mai, les parents d'Yvan Colonna (dont le père est l'ancien député Jean-Hugues Colonna) écrivent à Mme Érignac pour lui demander pardon.
Le 28 novembre 1998, Jean Castela est arrêté, et le 30 mai 1999, Vincent Andriuzzi est interpellé. Ce sont les deux autres noms cités, avec Alain Ferrandi, dans les notes du préfet Bonnet. Présentés comme les « intellectuels » du réseau, les deux enseignants sont mis en examen pour « complicité d’assassinat ». Ils sont aussi accusés de faire partie d'une cellule du nord (par opposition à celle du sud composée du commando opérationnel, qui a assassiné le préfet), qui était à l'origine des attentats de Strasbourg (4 septembre 1997) et de Vichy (11 novembre 1997), revendiqués conjointement avec l'assassinat du préfet.
Le 2 août 2001, l'enquête est close. Le cas d'Yvan Colonna, alors toujours en fuite, est disjoint. Il est arrêté près d'Olmeto (Corse-du-Sud) le 4 juillet 2003, après s'être soustrait pendant plus de quatre ans à la justice. Il est transféré et mis en détention provisoire le lendemain 5 juillet à la prison de la Santé, à Paris.

## Procès des conjurés en 2003
Le lundi 2 juin 2003 à Paris, devant la cour d'assises spéciale, commence le procès de huit des neufs hommes accusés d'être membres du commando ayant assassiné le préfet Claude Érignac. Ils reconnaissent tous, comme ils l'ont fait en garde à vue, leur participation à l'assassinat sauf Marcel Istria, mais se sont rétractés sur un point, la dénonciation de Colonna comme tireur. Le 4 juillet 2003, Colonna est arrêté en Corse.
Le vendredi 11 juillet 2003, la cour condamne :
- à la réclusion criminelle à perpétuité, Alain Ferrandi et Pierre Alessandri,
- à 30 ans de prison, Jean Castela et Vincent Andriuzzi,
- et à des peines de 15 à 25 ans de prison Joseph Versini, Marcel Istria, Martin Ottaviani et Didier Maranelli[25].

## Procès d'Yvan Colonna

### Déroulement
Yvan Colonna, arrêté en 2003, est renvoyé du 12 novembre au 12 décembre 2007 devant la cour d'assises spéciale, composée à Paris, pour « assassinat en relation avec une entreprise terroriste ». Après cinq semaines d'un procès que ses avocats jugent « équitable », le parquet requiert la réclusion criminelle à perpétuité assortie d'une période de sûreté de 22 ans. Ses avocats demandent l'acquittement, arguant sur l'absence de preuves matérielles et sur le fait que Pierre Alessandri s'est accusé le 27 septembre 2004 d'être « l'auteur des coups de feu qui ont tué le préfet Érignac ». La cour le condamne le 13 décembre 2007 à la réclusion criminelle à perpétuité en première instance,,. Ses avocats interjettent appel, suivis en cela par le parquet de Paris.
Le procès en appel, à nouveau devant la cour d'assises spécialement composée à Paris, se tient du 9 février au 27 mars 2009. L'avocat général, Jean-Claude Kross, dénoncera au procès la défense de rupture mise en œuvre par Me Sollacaro, et les injures et outrages exceptionnels qu'a subis la cour. Le 2e jour de procès, Yvan Colonna affirme que la Cour est sous l'influence de Nicolas Sarkozy, et ses cinq avocats plaident fréquemment en direction de la presse, mettent en doute l'intégrité de la justice et refusent de saluer la Cour et les victimes, comme le veut l'usage. Le 11 mars 2009, Yvan Colonna récuse ses avocats et quitte le procès au motif qu'une reconstitution a été refusée. Ses avocats quittent également l'audience. Le procès se terminera sans eux. La reconstitution a été refusée parce que les membres du commando refusaient d'y participer. Yvan Colonna est condamné à la réclusion criminelle à perpétuité assortie d'une période de sûreté de 22 ans pour « assassinat en relation avec une entreprise terroriste et association de malfaiteurs en vue de la préparation d'actes de terrorisme ».
En fin juin 2009, la Fédération internationale des droits de l'homme, qui a fait suivre le procès, affirme que « la question du caractère équitable de ce procès est clairement posée » et indique que l'accusé a politisé son procès mais que la défense a « tout fait pour déstabiliser » le président. L'avocat général critique en retour la FIDH pour sa suspicion systématique et outrancière et pour son dédain des victimes.
Le 30 juin 2010, la Cour de cassation annule la condamnation d'Yvan Colonna par la Cour d'appel, estimant que cette dernière n'a pas respecté la procédure lors de l'audition d'un expert en balistique. Après un nouveau procès, où il est défendu par Gilles Simeoni, Yvan Colonna est à nouveau condamné à la réclusion criminelle à perpétuité le 20 juin 2011 (sans peine de sûreté). La Cour de cassation rejette un nouveau pourvoi le 11 juillet 2012 ; la condamnation est donc définitive.
Le 11 janvier 2013, Yvan Colonna saisit la Cour européenne des droits de l'homme, estimant qu'il n'a pas eu droit à un procès équitable. Par la suite, cette même cour a jugé cette requête irrecevable, dans une décision du 15 novembre 2016.

### Thèse de la défense
Une difficulté de ce procès tenait au fait que jeudi 27 septembre 2004, Pierre Alessandri avait rétracté ses aveux, affirmant lors de sa confrontation avec Yvan Colonna, dans le bureau du juge antiterroriste Gilbert Thiel, être le tireur qui a abattu Claude Érignac dans le dos. Pour Maître Antoine Sollacaro, avocat d'Yvan Colonna : « La partie civile parlera de « manipulation » ou de « révélations pitoyables ». C’est de bonne guerre. Mais, nous apporterons les éléments d’analyse matérielle qui attestent que la thèse proposée par Alessandri est corroborée par le dossier d’instruction ». Selon lui, dans ce dossier, Yvan Colonna n’a pas sa place sur la scène de l'assassinat : les témoins décrivent deux personnes, identifiées comme étant Pierre Alessandri et Alain Ferrandi, à proximité du préfet. En plus, Me Sollacaro rappelle : « Ceux qui ont assisté au procès se souviennent de la question du juge Van Ruymbeke : « Mais où était donc Colonna ? ». Me Sollacaro conclut : « Dans un dossier similaire de droit commun, Colonna serait déjà dehors. Il n’y a pas d’élément matériel et plus de mise en cause. Mais, nous ne sommes pas devant une juridiction indépendante. Se repose le problème d’un procès équitable, l’État agissant à travers la famille Érignac ».
Selon Me Sollacaro, au sujet du courrier qu’Alessandri a écrit au juge Laurence Le Vert, s'accusant d’être le « tireur » : « C'est un document qu'il voulait concrétiser depuis plusieurs mois, qu'il a mûri longuement. Il ressentait la nécessité de faire ses déclarations. Mais, au gré des événements et des circonstances qui entouraient le dossier, il en différait l’envoi ».

### Thèse de la partie civile
Me Lemaire, avocat de la famille Érignac, ne croit pas à l'aveu d'Alessandri, qui, lors du procès en 2003, a déclaré : « Ma participation me place au même niveau de responsabilité que celui qui a tiré ». Cela signifie clairement pour Me Lemaire que ce n'est pas Alessandri qui a tiré sur le préfet.
Toujours selon Me Lemaire, il ne saurait y avoir de non-lieu pour Yvan Colonna car « il existe un ensemble de présomptions contre Yvan Colonna qui sont extrêmement lourdes. Il y a des dépositions sérieuses qui attestent, par exemple, de sa présence sur les lieux du crime, en repérage ». Les dépositions les plus accablantes sont celles des membres du commando qui le décrivent comme le tireur, qui seront maintenues pendant près de 18 mois devant les magistrats instructeurs. Il faut ajouter les déclarations de trois compagnes mettant en avant les liens de Colonna avec les autres membres du commando, notamment celle qui décrit l'arrivée de Colonna avec Alessandri et Ferrandi au domicile de ce dernier, vingt minutes après l'assassinat.
D'autre part, Colonna s'est soustrait à la justice française durant près de quatre ans en se cachant.

### Témoignage à décharge en faveur de l'accusé
Marie-Ange Contart, 22 ans au moment de l'assassinat de Claude Érignac, a témoigné devant les enquêteurs avant l'arrestation du commando. Dans une voiture conduite par sa mère à faible allure, elle a vu à quelques mètres deux hommes, un guetteur inquiet et brun, et un tireur mince et blond, les joues creusées, avec une courte barbe, dont l'arme s'était enrayée et qui tire à deux reprises vers le sol (une voiture en stationnement l'empêchait de voir le corps du préfet). Lors du premier procès d'Yvan Colonna, elle déclare : « Ce n'est pas lui le tireur ».

### Présomption d'innocence et propos du ministre de l'Intérieur
Le soir de l'interpellation d'Yvan Colonna, le 4 juillet 2003, Nicolas Sarkozy, alors ministre de l'intérieur, se réjouit de l'arrestation de l'« assassin du préfet Érignac »,,. Le lendemain, il déclare : « La cavale d'Yvan Colonna était une insulte à la mémoire du préfet Érignac. Elle faisait peser une lourde suspicion sur la République, incapable d'arrêter l'assassin présumé d'un préfet de la République. ». À titre personnel, les familles Colonna et Culioli-Sarkozy, notamment leurs enfants, se sont souvent côtoyées.
Plus tard, en janvier 2007, à des journalistes, qui lui demandent s'il croit que Colonna est coupable, Nicolas Sarkozy répond ; « Si vous le savez, il n'y a pas que moi qui le pense, sinon je ne pense pas qu'on l'aurait gardé en prison ». Le 22 février 2007, ses avocats annoncent que Colonna assigne au tribunal Sarkozy pour « atteinte à la présomption d'innocence ». Le 4 avril 2007, il perd ce procès en référé (le tribunal a estimé que les propos du ministre de l'intérieur, même s'ils « suscitaient une impression certaine de culpabilité » d'Yvan Colonna, ne le présentaient pas comme l'auteur du crime et ne portaient pas atteinte à ses droits).
À partir du mois de février 2006, « l'affaire Colonna » suscite de nombreux soutiens, notamment celui de la Ligue française des droits de l'homme, l'avocat d'Yvan Colonna faisant partie de cette organisation. Un comité de soutien est officialisé en septembre et recueille 35 226 (13 décembre 2007) signatures (dans toute la France, pas seulement en Corse) en faveur de « l'équité et du respect de la présomption d'innocence ».

## Suites

### Développements judiciaires ultérieurs
Le samedi 19 juillet 2003, à Ajaccio, plusieurs milliers de personnes manifestent contre les verdicts du procès de l’affaire du préfet Claude Érignac. Le dimanche 20 juillet 2003, deux bombes explosent à la perception principale de Nice, vers 2 h 30 du matin, à quelques minutes d’intervalle. Des gens descendus dans la rue à la suite de la première explosion sont blessés par la seconde. Ces deux attentats font seize blessés et sont revendiqués par l’ex-FLNC. Les samedi 2 et dimanche 3 août 2003, ont lieu les 22e Journées internationales de Corte lors desquelles Yvan Colonna, soupçonné d'avoir assassiné le préfet Claude Érignac et mis en examen pour ce fait, est célébré. Dans la nuit, la plaque apposée à la mémoire du préfet à Ajaccio est brisée. Le mardi 26 août 2003, Marc Simeoni, un des fils d’Edmond Simeoni, figure historique de l'autonomisme corse, est arrêté dans le cadre de l’enquête sur les complicités dont aurait bénéficié Yvan Colonna dans sa cavale. Le jeudi 16 octobre 2003, le ministre de l'intérieur, Nicolas Sarkozy, inaugure à Ajaccio une nouvelle plaque commémorative à la mémoire du préfet Claude Érignac, tué par des nationalistes corses. Le 23 février 2006, la Cour d'assises, spécialement composée à Paris, acquitte en appel Jean Castela et Vincent Andriuzzi, accusés de « complicité d'assassinat » du préfet Claude Érignac, l'équipe de Roger Marion ayant maquillé des procès-verbaux, et ses déclarations étant contradictoires[pas clair] (le 25 février 2006 le parquet général de la cour d'appel de Paris forme un pourvoi en cassation contre cette décision, rejeté le 22 février 2007),. Ils sont également acquittés pour les faits de Strasbourg et Vichy dont les auteurs restent inconnus à ce jour. Ils sont, en revanche, condamnés, le premier à 10 ans de réclusion et le second à 8 ans de réclusion, pour des attentats à l'explosif commis en 1994 à Paris et en Lozère et pour des faits commis à Nice, toujours en 1994. Le 21 mars 2006, Jean Castela et Vincent Andriuzzi sont mis en liberté conditionnelle.

### Statut carcéral et demandes de transfert des détenus en Corse
Alain Ferrandi, Pierre Alessandri et Yvan Colonna, les trois derniers membres du Commando Érignac incarcérés, condamnés à la réclusion criminelle à perpétuité, sont placés depuis leur emprisonnement sous le statut administratif carcéral de « détenu particulièrement signalé » (DPS). Ce statut est appliqué soit en raison de la personnalité (fichier du grand banditisme, susceptible d'être aidé pour une évasion, actes politiques), notoriété, personnalité, ancien fonctionnaire de police, magistrat ou surveillant de l'administration pénitentiaire, soit en raison du comportement en détention (personnes violentes, ayant participé à des émeutes ou mobilisations collectives). Depuis des années, de nombreux militants et hommes politiques nationalistes réclament la levée de ce statut et le transfert des trois détenus, souvent qualifiés de « prisonniers politiques » en Corse, à la prison de Borgo (Haute-Corse) notamment. Ces demandes ont toujours été rejetées par les gouvernements français, estimant notamment que les centres pénitentiaires corses ne sont pas adaptés aux détenus particulièrement signalés,. Le 8 mars 2022 , le statut de détenu particulièrement signalé d'Yvan Colonna est levé par le Premier ministre Jean Castex, en raison de la « gravité de sa situation médicale », à la suite d'une agression contre lui, commise le 2 mars précédent en prison, à la maison centrale d'Arles, par un codétenu radicalisé islamiste. Le 11 mars suivant, les statuts de détenu particulièrement signalé d'Alain Ferrandi et Pierre Alessandri sont également levés par Jean Castex « dans un esprit d'apaisement », après plusieurs jours de manifestations et de heurts violents entre nationalistes et forces de l'ordre en Corse. Yvan Colonna meurt le 21 mars 2022 à l'hôpital nord de Marseille, 19 jours après son agression. Il est inhumé dans le caveau de la famille Colonna à Cargèse, en Corse, le 25 mars suivant, au cours d'une cérémonie religieuse à laquelle assistent plusieurs centaines de personnes. Le 11 avril 2022, Alessandri et Ferrandi sont transférés en Corse, au centre pénitentiaire de Borgo,. Le 31 janvier 2023, la cour d’appel de Paris accepte de placer Pierre Alessandri en régime de semi-liberté probatoire pour une durée d'un an, assorti d'une liberté conditionnelle d'une durée de 10 ans, après avoir approuvé le projet de réinsertion présenté par celui-ci, avec prise d'effet au 14 février suivant,. Le 23 février, une mesure de semi-liberté d’une année probatoire est également accordé à Alain Ferrandi par le tribunal d’application des peines antiterroriste de Paris,,. Cette mesure entre en vigueur le 24 mars suivant. Le 20 octobre suivant, le tribunal de l'application des peines accorde une libération conditionnelle anticipée à Pierre Alessandri, qui est placé sous bracelet électronique. Alain Ferrandi obtient également une libération conditionnelle et une mise sous surveillance électronique le 2 février 2024, effective le 7 février,. 

### Filmographie
- Main basse sur une île, téléfilm réalisé par Antoine Santana, diffusé sur Arte en 2011
- Les Anonymes - Ùn' pienghjite micca, téléfilm réalisé par Pierre Schoeller, diffusé sur Canal+ en 2013